# 劉世揚
劉世揚（1489年—？），字實甫（一字實夫），號平嵩，福建福州府閩縣（今福建省福州市）人，明朝政治人物。

## 生平
正德八年（1513年）癸酉科福建乡试第三名举人，正德十二年（1517年），登丁丑科会试第十九名，三甲九十八名進士，選翰林院庶吉士。授刑科給事中。丁忧归。復除礼科给事中，嘉靖七年（1528年）四月与刑部主事陈篪主考山东乡试，六月升户科右给事中，九月升任吏科左給事中，十一月進吏科都給事中。大禮議中，反對加興獻帝皇號。嘉靖八年八月彈劾張璁、桂萼，不久张璁再次任首辅，而謫江西布政司照磨，屢遷常州府通判、南京礼部员外郎、河南提學僉事，告歸卒。

## 家族
曾祖劉仲賢。祖父劉文斌。父劉元興，壽官。前母林氏、梁氏，母陳氏。慈侍下。兄劉海，義官；劉江；劉澄。弟劉洪。

## 延伸阅读
[在维基数据编辑]
 《明史卷二百〇六》，出自《明史》